# St. Maria Mater Dolorosa (Finsterwalde)

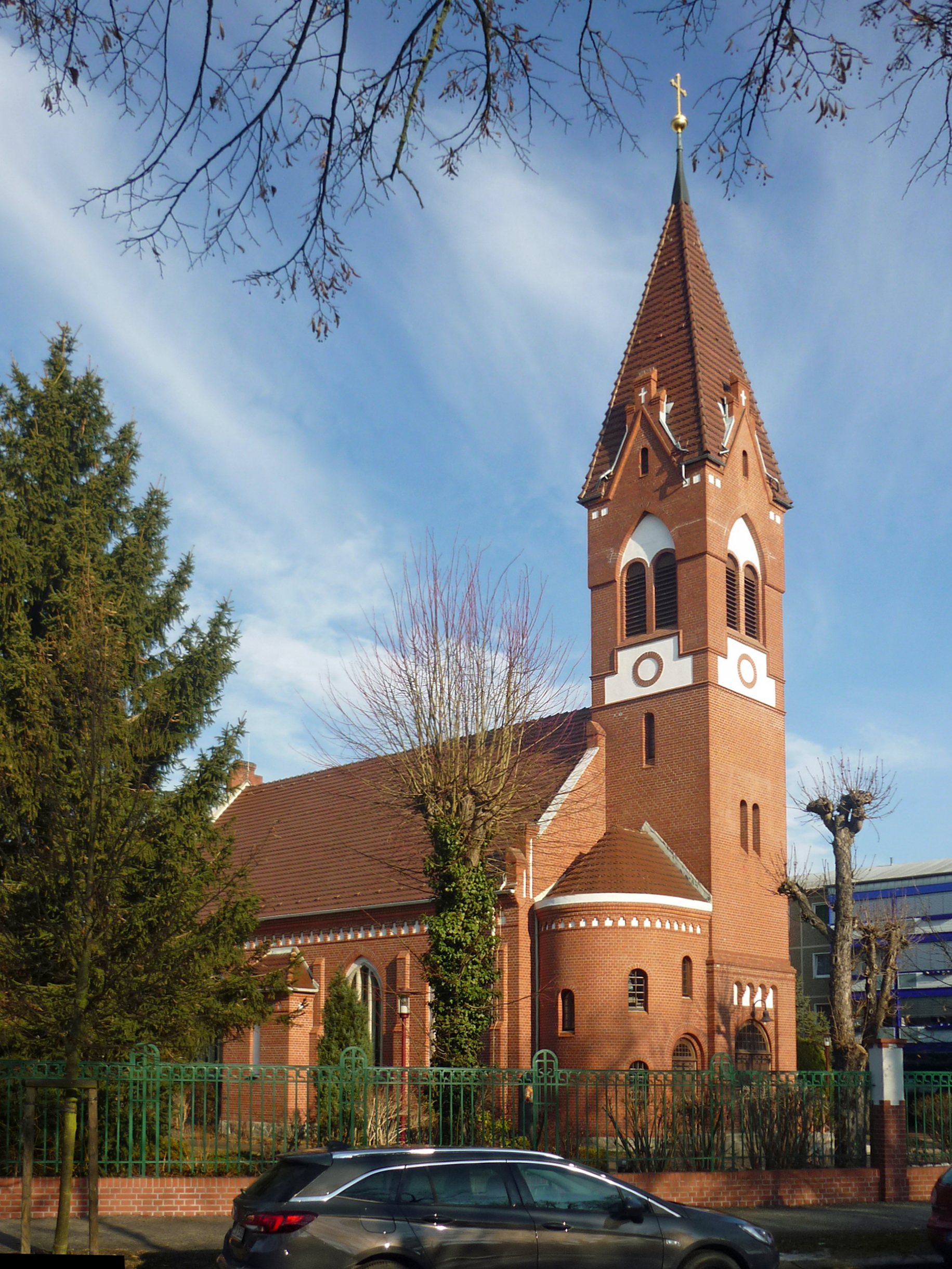
St. Maria Mater Dolorosa (2017)

Die Kirche St. Maria Mater Dolorosa ist eine römisch-katholische Pfarrkirche im Dekanat Lübben-Senftenberg des Bistums Görlitz. Sie befindet sich in der Stadt Finsterwalde im Landkreis Elbe-Elster in Brandenburg. Das Kirchengebäude ist ein eingetragenes Baudenkmal in der Denkmalliste des Landes Brandenburg.

## Geschichte und Architektur

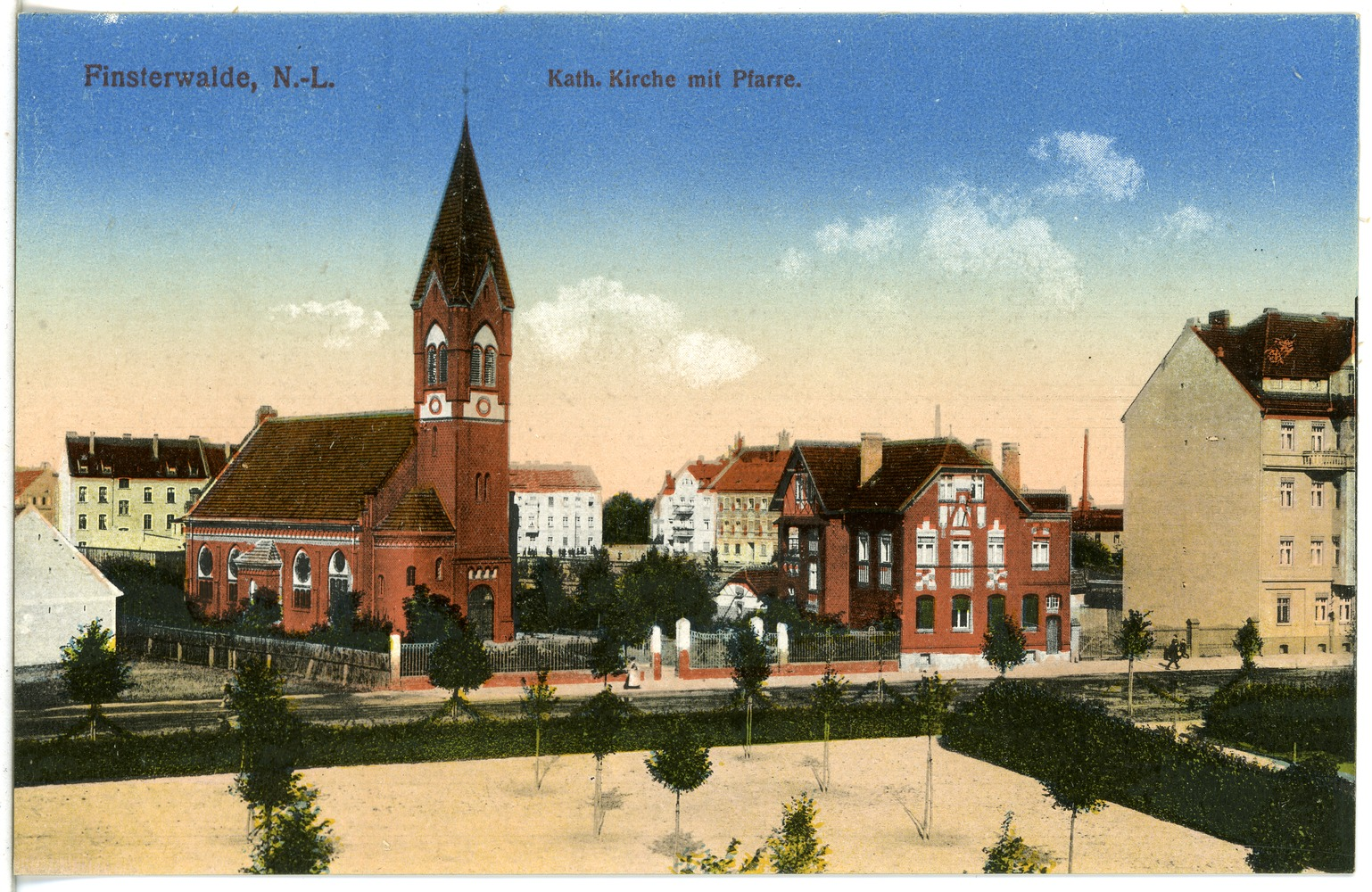
Kirche und Pfarrhaus auf einer Postkarte von 1918

Im Zuge der Industrialisierung und des Beginns des Braunkohlebergbaus in der Lausitz kam es ab Ende des 19. Jahrhunderts zu einem vermehrten Zuzug katholischer Arbeiter in die Region. 
1904 bekam Finsterwalde erstmals seit der Reformation wieder einen katholischen Geistlichen. 1905 folgte die Grundsteinlegung der Kirche, die nach Plänen der ortsansässigen Firma Hubert & Ullrich errichtet wurde. Am 2. Februar 1906 fand die Kirchweihe statt. Die Pfarrei Finsterwalde wurde 1910 gegründet.
Zwischen 1955 und 1957 wurde das Kirchengebäude im Innenraum verändert und nach Norden erweitert. Ab 1988 wurde das Äußere der Kirche saniert, nach der Wiedervereinigung erfolgte eine Sanierung des Innenraums nach den Vorgaben der Liturgiereform des Zweiten Vatikanischen Konzils.
Die Kirche ist ein neugotischer Ziegelbau in Nord-Süd-Ausrichtung. Der quadratische Turm hat einen viereckigen Spitzhelm und ein rundbogiges Eingangsportal mit einer davor liegenden Freitreppe. Auf Höhe des Glockengeschosses liegen große rundbogige Klangarkaden in einer Rundbogenblende. Westlich des Turms ist ein zweigeschossiger, runder Treppenturm angebaut.
Das fünfachsige Kirchenschiff hat breite Spitzbogenfenster, die bei der Veränderung der Kirche in den 1950er Jahren eingebaut wurden. Zuvor hatte die Kirche dort Blenden in Form der heutigen Fenster mit großen Fensterrosen und darunter liegenden kleinen Rundbogenfenstern. Der Altarraum im Norden wird durch einen Dreiachtelschluss mit spitzbogigen Fenstern geschlossen.

## Orgel

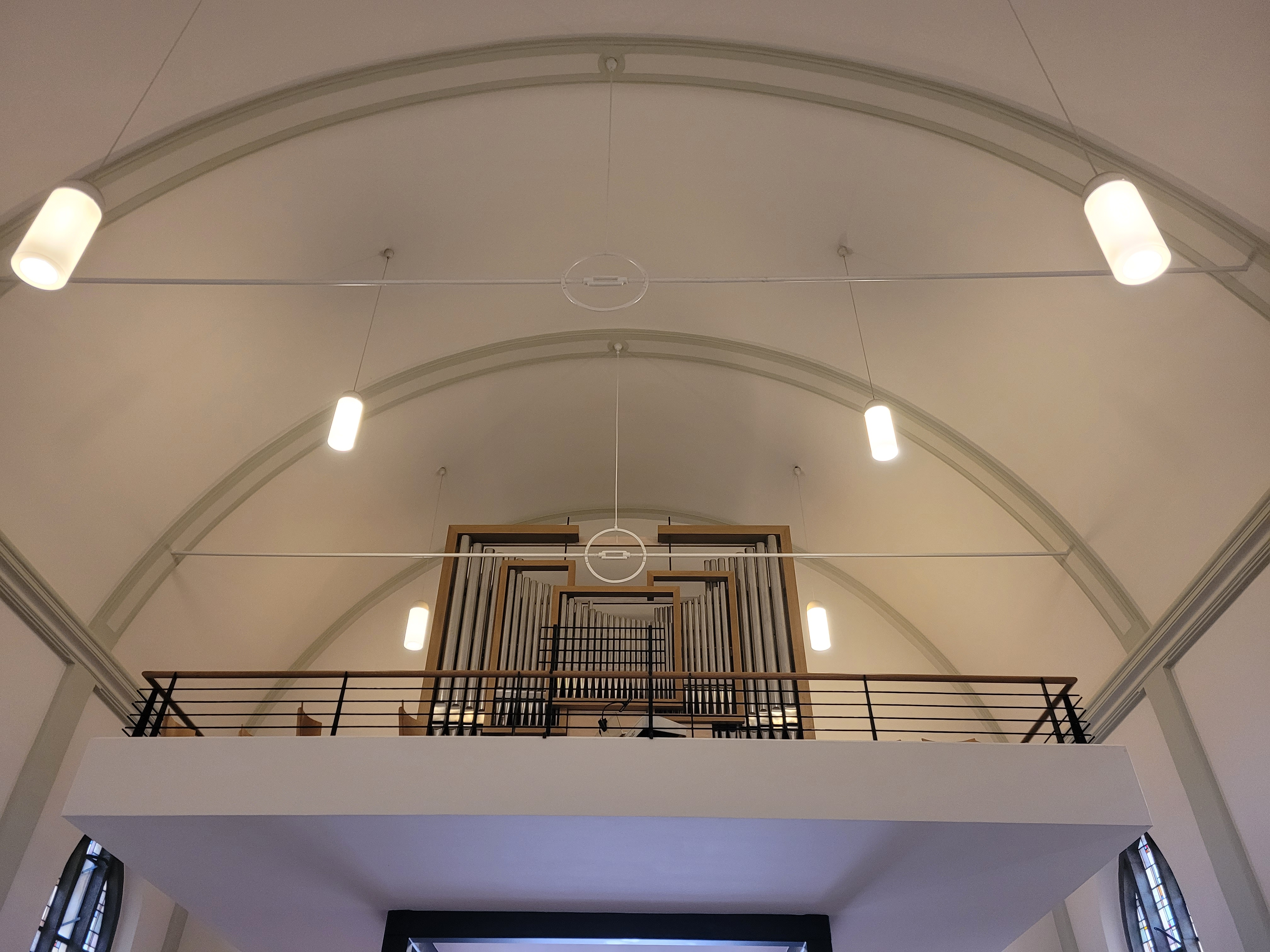
Die Orgel von 2005 im Jahr 2023

Die Orgel wurde 2005 von der Firma Mitteldeutscher Orgelbau A. Voigt gebaut und ersetzte ein Instrument aus der Bauzeit. Sie hat 19 (18) Register auf zwei Manualen und dem Pedal. Die Disposition lautet wie folgt:
| I Hauptwerk C–g3 |            |    |
| 1.               | Principal  | 8′ |
| 2.               | Rohrflöte  | 8′ |
| 3.               | Octave     | 4′ |
| 4.               | Flöte      | 4′ |
| 5.               | Octave     | 2′ |
| 6.               | Mixtur III |    |
| 7.               | Trompete   | 8′ |

| II Brustwerk C–g3 |                |       |
| 8.                | Gedackt        | 8′    |
| 9.                | Salicional     | 8′    |
| 10.               | Hohlflöte      | 4′    |
| 11.               | Quinte         | 2 ⁄3′ |
| 12.               | Waldflöte      | 2′    |
| 13.               | Quinte         | 1 ⁄3′ |
| 14.               | Sesquialter II |       |

| Pedalwerk C–f1 |              |     |
| 15.            | Subbaß       | 16′ |
| 16.            | Principalbaß | 8′  |
| 17.            | Gedacktbaß   | 8′  |
| 18.            | Choralbaß    | 4′  |
| 19.            | Posaune      | 16′ |

- Koppeln: II/I, I/P, II/P

## Pfarrei
Zur Pfarrei St. Maria Finsterwalde gehören seit 2010 die Filialkirchen St. Bonifatius und Elisabeth in Doberlug-Kirchhain und St. Michael in Tröbitz. Die Filialkirche in Sallgast wurde 2015 profaniert.